# Турацин

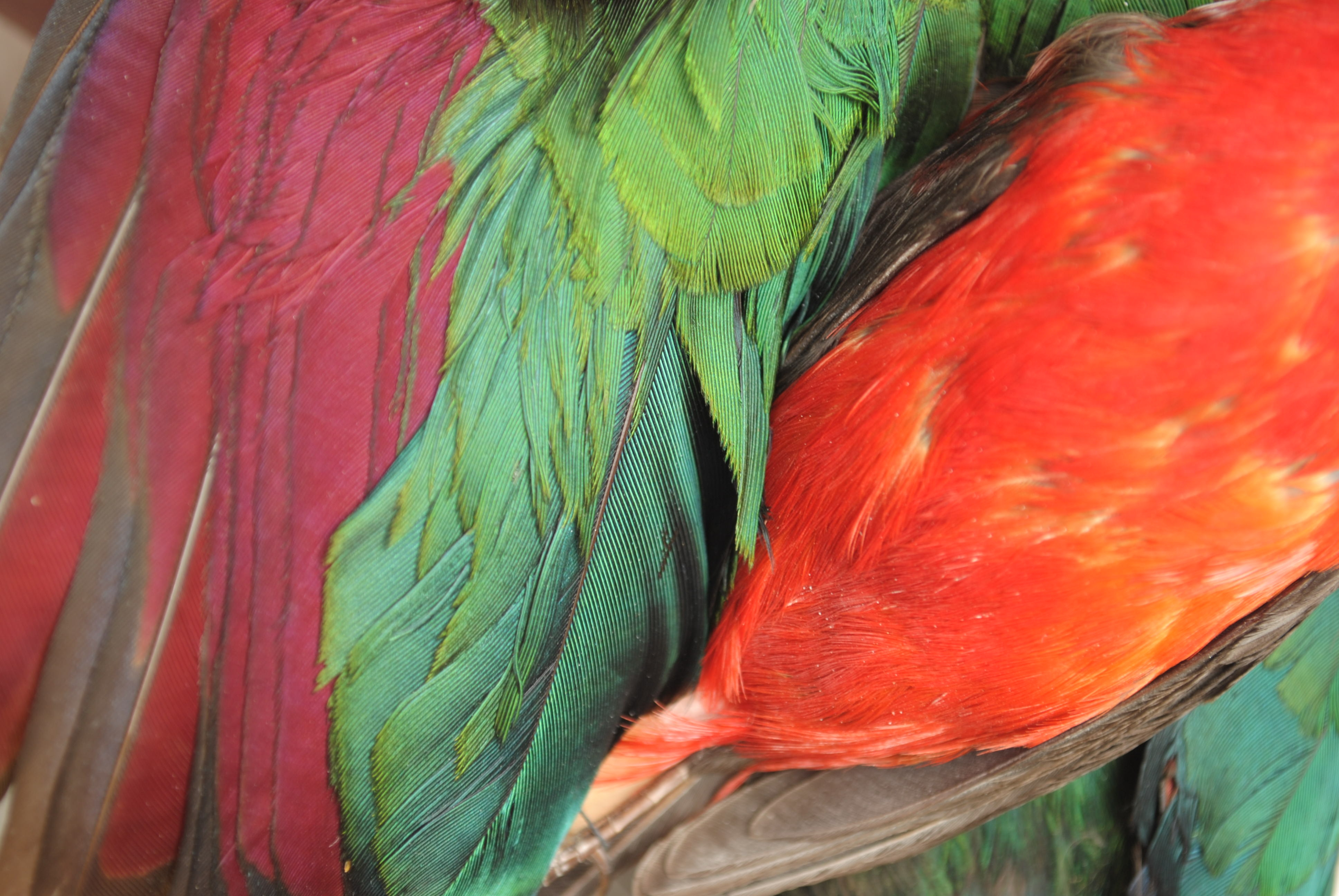
Турацин (крыло Турако Баннермана, слева) по сравнению с каротиноидами (брюшко Ramphocelus bresilius, справа). Зелёный цвет в центре соответствует тураковердину.

Турацин — натуральный природный пигмент красного цвета. Представляет собой 6%-ный комплекс меди с уропорфирином III. Открыт Артуром Гербертом Чёрчем (англ. Arthur Herbert Church) в 1869 году.

## Распространение
Встречается у птиц семейства Тураковые. Другие птицы обладают красной окраской благодаря каротиноидам (ярко-оранжево-красные) или меланинам (ржаво-коричневато-красные). Считается, что можно смыть этот пигмент, помыв птицу, или что пигмент будет смыт после сильного ливня. Однако это возможно только, если вода очень щелочная.